# Nicolas Psaume
Pour les articles homonymes, voir Psaume (homonymie).
Nicolas Psaume, né le 11 décembre 1518 à Chaumont-sur-Aire (alors en duché de Bar) et décédé le 10 août 1575 à Verdun (évêché de Verdun), est un religieux prémontré devenu comte-évêque de Verdun et prince du Saint-Empire romain germanique. C'est un des grands évêques de la fin du XVIe siècle.

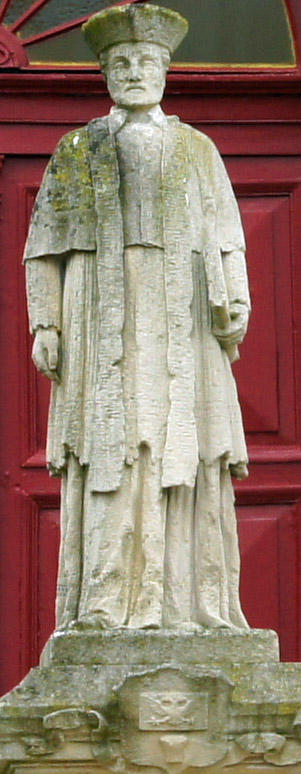
Statue de Nicolas Psaume à Chaumont-sur-Aire.

## Biographie
Entré à l'abbaye Saint-Paul de Verdun dont son oncle, François Psaume, était abbé commendataire, il poursuit des études aux universités de Paris, Orléans et Poitiers. Il revient à Saint-Paul et fut ordonné prêtre en 1540.
De retour à Paris où il rencontre Ignace de Loyola, il obtient son doctorat en théologie en Sorbonne en 1541. De retour à Verdun, il devint abbé de Saint-Paul.
En 1546, il est choisi par l'ordre des Prémontrés pour le représenter au concile de Trente mais fut retenu par Jean, comte-évêque de Verdun et cardinal de Lorraine auquel il succède en 1548. À ce titre, il participe au concile de Trente et participe aux sessions de 1551 et 1552 où il se signale par son éloquence en défendant les prérogatives de l'Église mais aussi en dénonçant certains abus comme l'accumulation de titres épiscopaux, (son prédécesseur, le prince Jean de Lorraine était évêque depuis l'enfance. il occupa douze siège épiscopaux parfois en même temps. De même, le prince était commendataires). Il fut chargé d'éditer les canons du concile.
C'est à son retour de Rome que le roi Henri II de France, qui a entrepris son voyage d'Allemagne, annexe la principauté épiscopale de Verdun. L'évêque est bientôt réintégré dans ses fonctions temporelles et se montre un administrateur avisé.
Il crée en 1554 ou 1558 un séminaire à Verdun, appelé Orphanotrophe, puisque 24 places d’étudiants y sont réservées à des orphelins, et qui, par manque de moyens financiers et humains, ferme en 1564.
Il participa également à la troisième session du concile de 1562-1563. Il tint un journal du quotidien du concile qu'il fit publier.
Nicolas Psaume fut aussi, avec le cardinal Charles de Lorraine, cousin du duc Charles III de Lorraine, un des promoteurs de l'université de Pont-à-Mousson.

## Écrits
- Advertissement à l'homme chrestien, pour cognoistre et fuir les hérétiques de ce temps…, Rheims, imprimeur J. de Foigny, 1564. En ligne (Exemplaire des bibliothèques de Nancy, Rés. 15 003)
- Canones et decreta… Concilii tridentini…, Rheims, 1564.
- Le Vray et naïf portrait de l'église catholique,…, Rheims, imprimeur J. de Foigny, 1574.

## Postérité
Une statue en son honneur est érigée en 1890 à Chaumont-sur-Aire, son village natal.